# Земская почта Дмитровского уезда
Зе́мская по́чта Дми́тровского уе́зда — земская почта, организованная земской управой Дмитровского уезда Московской губернии. Существовала с 1874 года по 1878 год. В уезде были выпущены собственные земские марки.

## История почты
Дмитровская уездная земская почта была открыта 1 июня 1874 года. Почтовые отправления доставлялись из уездного центра (города Дмитрова) в большинство волостных правлений дважды в неделю. Пересылались как служебные, так и частные почтовые отправления. Для оплаты пересылки частных почтовых отправлений были введены земские почтовые марки.
Земская почта Дмитровского уезда была закрыта в конце 1878 года.

## Выпуски марок
Выпущенные дмитровские земские почтовые марки имели номинал 3 копейки. Различались «оплаченные» и «долговые» марки.
«Оплаченные» марки были красного с синим цвета и имели форму ромба. В случае использования их в качестве неоплаченных на них чернилами ставилась надпись «не оплачено».
«Долговые» земские марки Дмитровского уезда были коричневого с зелёным цвета, для них характерна форма прямоугольника.

## Гашение марок
Гашение дмитровских земских марок осуществлялось чернилами (перечёркиванием).